# Skeletonwitch
Skeletonwitch est un groupe de black et thrash metal américain, originaire d'Athens, dans l'Ohio. Il est formé en 2003 par les frères Garnett (Nate et Chance Garnett). Leur musique mélange avec brio voix Black au chant avec la rapidité et l'ambiance du thrash metal. Actuellement signé au label Prosthetic Records, le groupe compte à son actif un EP, une démo, ainsi que quatre albums.

## Biographie
Skeletonwitch est formé en 2003 à Athens, dans l'Ohio, lorsque le guitariste Hedrick reçoit une démo de Serkesoron, ancien groupe de Nate Garnette, alors qu'ils étaient étudiant à l'Université de l'Ohio. Skeletonwitch publie son premier album, At One with the Shadows, le 11 août 2004 au label Shredded Records. Après avoir formé le groupe, ils cherchent un chanteur et recrutent le frère aîné de Nate, Chance Garnette.
Après leur signature au label Prosthetic, Skeletonwitch publie Beyond the Permafrost le octobre 2007. En 2008, Skeletonwitch participe à la tournée Blackest of the Black de Danzig. Le 13 octobre 2009, Skeletonwitch publie son troisième album studio, Breathing the Fire, qui débute 151e du Billboard 200,. La chanson Soul Thrashing Black Sorcery fait partie de la bande-son du jeu vidéo Brütal Legend. La chanson Crushed Beyond Dust est incluse sur le réseau du jeu vidéo Rock Band le 28 février 2010. Le groupe participe ensuite à une vidéo pour Adult Swim sur la chanson Bringers of Death en 2010. Bringers of Death est également incluse dans la compilation de heavy metal d'Adult Swim, Metal Swim.
En mars 2011, Skeletonwitch se sépare du batteur Derrick « Mullet Chad » Nau qui est temporairement remplacé par Tony Laureano. Le quatrième album studio du groupe, Forever Abomination, est publié le 7 octobre 2011. Il s'agit du premier album faisant participer Dustin Boltjes à la batterie, en replacement de Derrick Nau. Le groupe publie son cinquième album, Serpents Unleashed, le 29 octobre 2013. Le 22 octobre 2014, Garnette annonce son départ à cause de « problèmes familiaux ». Son dernier show avec Skeletonwitch remonte au 15 octobre 2014, au Webster Theater de Hartford, CT. Le 20 octobre 2014, Garnette est jugé à la Worcester District Court de Worcester, Massachusetts pour « agression et insulte sur un membre de famille. » Garnette est libéré contre une caution de $500.
Le 31 mars 2015, Skeletonwitch annonce sur Facebook l'arrivée du chanteur Cannabis Corpse pour remplacer Garnette à leur tournée européenne qui suivra. Lors d'un entretien publié le 3 avril 2015, Chance explique avoir été renvoyé du groupe à cause de problèmes d'alcool pour lesquels il est en cure de désintoxication.
Le 10 février 2016, Adam Clemens, chanteur du groupe de blackened sludge metal Wolvhammer, est annoncé comme nouveau chanteur de Skeletonwitch.

## Membres

### Membres actuels
- Nate « N8 Feet Under » Garnette – guitare (depuis 2003)[1]
- Scott Hedrick – guitare (depuis 2003)[1]
- Evan Linger – basse (depuis 2008)[1]
- Dustin Boltjes – batterie (depuis 2011)[1]
- Adam Clemans – chant (depuis 2016)[1]

### Anciens membres
- Jimi Shestina – basse (2003-2005)[1]
- Derrick Nau – batterie (2003-2011)[1]
- Chance Garnette – chant (2003-2015)[1]
- Eric Harris – basse (2005-2008)[1]

## Discographie
- 2004 : At One with the Shadows
- 2007 : Beyond the Permafrost
- 2009 : Breathing the Fire
- 2011 : Forever Abomination
- 2013 : Serpents Unleashed
- 2018 : Devouring Radiant Light

### Autres
- 2005 : Demo (démo)
- 2007 : Worship the Witch (EP)